# Cesk Freixas
Francesc Freixas y Morros, más conocido por el nombre artístico de Cesk Freixas, (San Pedro de Riudevitlles, 17 de abril de 1984) es un cantautor español que forma parte de la actual escena de canción en lengua catalana. Freixas ha editado una maqueta, seis trabajos discográficos y una compilación de versiones de otros cantautores internacionales con la intención de contribuir a recuperar la canción de autor y de protesta en catalán.

## Biografía
Cesk Freixas nació en San Pedro de Riudevitlles, en la provincia de Barcelona, en 1984. Después de formar parte del grupo de música Pangea, creado con amigos de la Escuela Intermunicipal del Penedès (San Sadurní de Noya) y donde  cantaba versiones de rock, Cesk Freixas hace su primer concierto como cantautor el 4 de enero de 2004 en el Bar Jimmy Jazz de Igualada. Fruto de esta primera experiencia en solitario, es en el segundo concierto, el 23 de abril de 2004, donde graba en directo su maqueta, al teatro del Centro Catequista de San Pedro de Riudevitlles, compartiendo escenario con el cantautor valenciano Feliu Ventura.
El 2005 editó su primer disco, Set voltes rebel (Siete veces rebelde), grabado a los Estudios APX de Villafranca del Panadés. Bull, bajista del grupo villafranquino Inadaptats, definió el disco como: «una mezcla entre Sau e Inadaptats, os encantará». Aquel mismo año participó con el resto de miembros de Inadaptats en el espectáculo La Fera Ferotge, en homenaje a Ovidi Montllor. Un año después, el 2006, cuelga a Internet una compilación de adaptaciones de varios cantautores internacionales (Silvio Rodríguez, Víctor Jara, Ovidi Montllor, Raimon y Bob Marley), bajo el nombre de Les veus dels pobles lliures (Las voces de los pueblos libres). Después de un cambio de productor, decide poner en marcha una colaboración profesional con Magí Batalla, arreglista y músico que graba sus dos próximos trabajos discográficos: El camí cap a nosaltres (El camino hacia nosotros, RGB Suports, 2007) y La mà dels qui t'esperen (La mano de quienes te esperan, Temps Record, 2009), apostando por un sonido más moderno, mezclando pop y rock con pinceladas de música electrónica.
El 2012 sale a la calle su cuarto disco, Tocats pel foc (Tocados por el fuego, Temps Record), producido y arreglado por Víctor Nin, el guitarrista que le acompaña desde el año 2006. Este álbum se adentra en los matices de canciones más orgánicas, con mucha presencia de guitarras acústicas, fiel a sus directos. El 15 de noviembre de 2013 publicó su primer libro Palabras para Gaeta, a través de la cooperativa editorial Tigre de Papel.
El 19 de marzo de 2014 se anuncia el título, la portada y la fecha de presentación del quinto disco del cantautor. El álbum, denominado Protesta, sale a la venta el 6 de mayo de 2014. Este consta de dos trabajos: por un lado el CD con canciones inéditas y por otro lado el DVD del concierto de celebración de los 10 años encima de los escenarios.
A la primavera del 2015, recibió el premio Disco Catalán del Año que otorga la emisora Ràdio 4 (Radio Nacional de España en Cataluña), así como el reconocimiento del público, ganando su 8º Premio Enderrock por votación popular al mejor DVD/Documental.
En abril de 2017 publica su sexto disco de estudio, titulado Proposta (Propuesta, editado por la discográfica Dmusical). Con este nuevo trabajo, Freixas consolida un sonido más contundente de estética rock, sin olvidar el acercamiento hacia sonoridades más mediterráneas, con la inclusión de instrumentos como el laúd y el acordeón diatónico.
Desde sus inicios, y hasta hoy, Cesk Freixas ha llevado a cabo más de 1.500 actuaciones.

## Activismo político y cultural
Cesk Freixas es militante de dos organizaciones de la Izquierda Independentista: la Candidatura de Unidad Popular y el Sindicato de la Música, sectorial sindical de la Coordinadora Obrera Sindical. Es por esta implicación política que, en varias ocasiones, sus conciertos se han visto afectados por los intentos de censura de los sectores más conservadores. Junto con el cantautor valenciano Pau Alabajos, son numerosos los espectáculos que les han sido suspendidos por razones ideológicas,[cita requerida] sobre todo a varios municipios de la Comunidad Valenciana. Pero el caso más conocido sucedió en el Cataluña, cuando, a finales de agosto del 2009, las formaciones políticas del Partido Popular y Ciutadans quisieron prohibir, sin éxito, su actuación en Figueras, en el marco del Festival Acústica.
Desde 2005 participa en la producción artística y organización de La Trobada de Cançó d'Autor dels Països Catalans (Encuentro de Canción de Autor de los Países Catalanes) que se celebra en su pueblo natal, y por el cual han pasado artistas como Quico Pi de la Serra, Jaume Arnella, Miquel Gil, Albert Fibla, Feliu Ventura o Pau Alabajos.
En las elecciones en el Parlamento de Cataluña de 2012 fue escogido en décimo lugar por la circunscripción de Barcelona de la CUP-Alternativa de Izquierdas. En las elecciones en el Parlamento de Cataluña de 2015 ocupó un lugar simbólico a la lista electoral por la circumpscripció de Barcelona de la CUP-Crida Constituent.
Desde enero hasta junio del 2016 participó periódicamente, como tertuliano, en el programa L'Oracle de Catalunya Ràdio.
En septiembre de 2017, durante un acto, alguien hizo una llamada falsa a la Guardia Civil por altercados, llegaron, comprobaron que era un simple acto festivo, y se fueron. Él alegó que nunca había sufrido tanta represión como en el franquismo.

## Discografía
- 2004: Maqueta (autoedición)
- 2005: Set voltes rebel (Bullanga Recuerdos)
- 2006: Les veus dels pobles lliures (autoedición): compilación de versiones
- 2007: El camí cap a nosaltres (RGB Suports)
- 2009: La mà dels qui t'esperen (Temps Record)
- 2012: Tocats pel foc (Temps Record)
- 2014: Protesta (Temps Record)
- 2017: Proposta (DMusical)
- 2019: Festa Major (U98 Music)
- 2021: Memòria (U98 Music)
- 2022: Direm nosaltres (U98 Music)

## Libros
- 2013: Paraules per a Gaeta (Palabras para Gaeta) es el primer libro del cantautor y es una compilación de relatos cortos.[2] Editado por la cooperativa Tigre de Paper Edicions el otoño de 2013, esta primera referencia literaria de Freixas contiene 150 relatos, en forma de prosa poética, que recogen la mirada crítica del autor.[8] En la obra hay tres temáticas principales: una que gira alrededor del universo emocional, otra de más política y social, y una última de más geográfica.
- 2016: Alè de taronja sencera (Aliento de naranja entera, editado por Tigre de Paper Edicions) es el segundo libro del cantautor, estrenándose esta vez en poesía.

## Reconocimientos
- 2008: Ganador del Premio Enderrock por votación popular al mejor artista de canción de autor.[9]
- 2010: Ganador del Premio Enderrock por votación popular al mejor artista de canción de autor.[10]
- 2011: Ganador del Premio Enderrock por votación popular al mejor directo de canción de autor.
- 2013: Ganador de 3 Premios Enderrock por votación popular al mejor artista, mejor disco y mejor directo de canción de autor.[11]
- 2015: Ganador del Premio Enderrock por votación popular al mejor DVD.[12]
- 2015: Ganador del Premio Disco Catalán del Año, organizado por Radio 4.